# جو مرکر

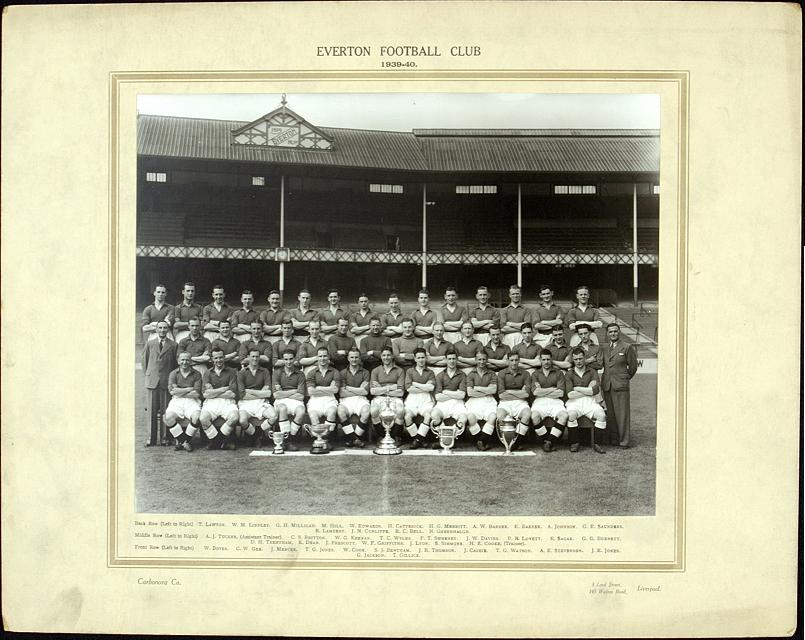
نمایی از تیم فوتبال اورتون در فصل ۱۹۳۹/۴۰

 جو مرکر  (به انگلیسی: Joe Mercer) (زاده ۹ اوت ۱۹۱۴ - درگذشته ۹ اوت ۱۹۹۰) بازیکن و مربی سابق فوتبال اهل انگلستان است. وی سابقه عضویت در باشگاه‌های اورتون و آرسنال و مربی‌گری باشگاه منچستر سیتی و تیم ملی فوتبال انگلستان را دارد. وی در تاریخ ۱۶ نوامبر ۱۹۳۸ نخستین بازی ملی خود را در مقابل تیم ملی فوتبال ایرلند شمالی انجام داد و با حضور در ۵ بازی ملی، در تاریخ ۲۴ مه ۱۹۳۹ واپسین بازی ملی‌اش را در برابر تیم ملی فوتبال رومانی برگزار کرد.